# Tyfová Mary
Mary Mallonová (23. září 1869 – 11. listopadu 1938), známá též jako Tyfová Mary (anglicky Typhoid Mary), byla irská imigrantka ve Spojených státech amerických, kde pracovala jako kuchařka. Byla to první osoba ve Spojených státech, u níž bylo zjištěno, že je skrytou (bezpříznakovou) přenašečkou břišního tyfu, kterým nakazila asi 50 lidí, z nichž tři zemřeli. Její jméno je synonymem pro vědomé či nevědomé šíření něčeho nežádoucího či nebezpečného. Byla zdravotními úřady dvakrát násilně izolována a v izolaci strávila téměř třicet let.

## Životopis
Mary Mallonová se narodila v Cookstownu v hrabství Tyrone v dnešním Severním Irsku. V roce 1883 nebo 1884 se vystěhovala do Spojených států. Nějaký čas žila se svou tetou a strýcem a později si našla práci jako kuchařka u lepších rodin v oblasti New Yorku. V letech 1900–1907 vařila pro celkem sedm rodin. Pokaždé když v domě, kde pracovala, vypukl břišní tyfus, se přesunula do další rodiny. Tak docházelo k dalším a dalším nákazám. V roce 1900 pracovala ve městě Mamaroneck ve státě New York, kde do dvou týdnů po jejím nástupu vypukla u obyvatel tyfová horečka. V roce 1901 se přemístila na Manhattan, kde dostali členové rodiny, u níž vařila, horečky a průjem, jimž podlehla pradlena. Mallonová pak začala pracovat pro jednoho právníka, od něhož odešla, když sedm z osmi členů té domácnosti onemocnělo.
V roce 1906 pracovala Mallonová v Oyster Bay na Long Islandu a během dvou týdnů bylo deset z jedenácti členů domácnosti hospitalizováno s tyfem. Mary opět změnila zaměstnavatele a stejná situace se opakovala ve třech dalších domácnostech. Pracovala jako kuchařka v rodině bohatého newyorského bankéře Charlese Henryho Warrena, a když si Warrenovi v létě 1906 pronajali v Oyster Bay dům, přišla s nimi do Oyster Bay i Mallonová. V době od 27. srpna do 3. září onemocnělo šest členů domácnosti z jedenácti tyfovou horečkou. Toto onemocnění bylo v té době v oblasti Oyster Bay podle tří tamějších praktických lékařů údajně „nezvyklé“. Mallonová se vzápětí nechala najmout dalšími rodinami a šíření nákazy pokračovalo.
Tyfové bakterie normálně podléhají varu, takže běžná vařená jídla by bývala neměla nikoho ohrozit. Problém u Mallonové však, jak patrno, tkvěl v tom, že v zaměstnávajících domácnostech s oblibou vyráběla broskvovou zmrzlinu, na kterou byla pyšná a ve které se bakterie udržely naživu.

### Vyšetřování
Koncem roku 1906 si jedna z rodin najala vynikajícího lékařského vyšetřovatele George A. Sopera (1870–1948), který vystopoval zdroj nákazy zpět k Mary Mallonové. Výsledky svého bádání zveřejnil 15. června 1907 v Časopisu Americké lékařské asociace (Journal of the American Medical Association). Věřil, že zdrojem nákazy mohla být právě Mallonová. Napsal:
Bylo zjištěno, že rodina změnila kuchařku 4. srpna. To bylo asi tři týdny před propuknutím tyfové epidemie. Nová kuchařka, Mallonová, zůstala u rodiny jen krátkou dobu a opustila ji asi tři týdny poté, co se objevila nákaza. Mallonovou popisovali jako vysokou, silnou, neprovdanou Irku kolem čtyřiceti. Zdálo se, že je naprosto zdravá.

Soper zjistil, že irská kuchařka, která vyhovovala popisu, jaký obdržel, figurovala ve všech případech vypuknutí tyfové nákazy. Nedokázal však zjistit místo jejího pobytu, protože obyčejně odešla po vypuknutí nákazy, aniž na sebe zanechala jakékoli spojení. Soper se dozvěděl o nejnovější nákaze, která propula v ateliérovém bytě na Park Avenue, a zjistil, že rodina měla za kuchařku Mallonovou. Dvě služky byly hospitalizovány a dcera zaměstnavatelů zemřela na tyfus.
Když Soper navštívil Mallonovou, popřela, že by měla se šířením tyfu cokoli společného, a kategoricky odmítla poskytnout vzorky moči a stolice k vyšetření. Soper se proto rozhodl sestavit pětiletou historii jejích zaměstnaneckých poměrů a zjistil, že z osmi rodin, jež přijaly Mallonovou za kuchařku, členové sedmi prohlašovali, že se nakazili tyfovou horečkou. Při své další návštěvě s sebou Soper vzal dalšího doktora, ale i tentokrát byl odmítnut. Další návštěva se uskutečnila v době, kdy byla Mallonová sama hospitalizována. Soper jí řekl, že o ní napíše knihu a že jí dá celý honorář. Vztekle jeho návrh odmítla a zamkla se na toaletě, dokud neodešel.

### Karanténa

#### První karanténa (1907–1910)
Newyorský zdravotní úřad nakonec vyslal lékařku Saru Josephine Bakerovou, aby s Mary Mallonovou promluvila. Bakerová prohlásila, že Mallonová „byla v té době přesvědčena, že ji úřady jen šikanují, přestože neudělala nic špatného“. Pár dní nato dorazila Bakerová na pracoviště Mallonové v doprovodu několika policistů a Mallonovou vzali do vazby. Ve vězení byla donucena poskytnout vzorky moči a stolice k vyšetření. Úřady jí navrhly odstranit žlučník, neboť se věřilo, že právě v něm se zdržují tyfové bakterie. Mallonová však odmítla, neboť nevěřila, že je přenašečkou choroby. Odmítala také skončit se zaměstnáním kuchařky.
Zdravotní inspektor města New Yorku však rozhodl, že přenašečkou je, a Mallonová byla na tři roky umístěna do izolace do nemocnice Riverside na newyorském ostrově North Brother na řece East River. Po uplynutí této doby rozhodl zdravotní komisař státu New York, že když Mallonová slíbí, že nebude vykonávat práci kuchařky, může být z izolace propuštěna. To Mary slíbila a podepsala i přísežné prohlášení, že bude po propuštění dodržovat předběžná hygienická opatření, aby nikoho neohrozila nákazou.

#### Propuštění a druhá karanténa (1915–1938)
Po svém propuštění začala Mary Mallonová pracovat jako pradlena, ale dostávala menší plat než jako kuchařka. Proto si po několika letech změnila jméno na Mary Brownovou a vrátila se ke svému dřívějšímu zaměstnání, přestože byla při propouštění důrazně upozorněna, že vařit nesmí. V průběhu následujících pěti let pracovala na řadě míst, a kdekoli působila, vypukla i tyfová nákaza. Mary často měnila místa, proto ji Soper nemohl najít.
V roce 1915 způsobila Mallonová další tyfovou epidemii, tentokrát v newyorské Sloaneově ženské nemocnici. Nakazilo se 25 lidí a dva zemřeli. Mary se opět vytratila, ale tentokrát ji policie dokázala dopadnout a zatknout. Následně byla 27. března 1915 opět převezena do izolace v nemocnici Riverside na ostrově North Brother, kde zůstala až do své smrti v roce 1938. Stala se zde určitou místní celebritou, neboť za ní občas přicházeli novináři, aby s ní udělali rozhovor. Tisk ji totiž již od roku 1908 nazýval Tyfovou Mary.

### Úmrtí
Po nějaké době dostala Mallonová svolení pracovat v nemocniční laboratoři, kde vymývala chemické sklo. V roce 1932, šest let před svou smrtí, ochrnula následkem mrtvice a byla upoutána na lůžko. Dne 11. listopadu 1938 pak ve věku 69 let zemřela na zápal plic. Při pitvě byla v jejím žlučníku zjištěna přítomnost živých bakterií tyfu. Její tělo bylo zpopelněno a popel byl pohřben na hřbitově sv. Rajmunda v Bronxu.